# Northern Downpour
"Northern Downpour" is de derde fysieke single van Panic at the Disco's album, Pretty. Odd. De band maakte dit bekend tijdens de MTV Video Music Awards.

## Achtergrond
De single is de eerste fysieke single waarin gitarist Ryan Ross als zanger ook te horen is, naast leadzanger Brendon Urie. Het nummer is geschreven door Ross en bassist Jon Walker. De officiële fanclub van de band is vernoemd naar het nummer vanwege het feit dat men zegt dat dit nummer voor hun fans is geschreven.
De melodie is geschreven door Walker. Toen hij dit afrondde, was hij niet tevreden met het resultaat en wilde het veranderen. Ross zou dit niet willen en besteedde een hele nacht met het schrijven van het nummer. De dagen erna begonnen de opnames van het nummer, met Rob Mathes als producer.

## Videoclip
De videoclip is eind september opgenomen en ging 30 oktober 2008 in première op MTV's TRL. In de clip is de band het nummer aan het spelen op een grasvlakte. Dit wordt afgewisseld met scènes waarin verschillende plekken in een stad te zien zijn met enkele regels uit het nummer. In een tv-uitzending in de videoclip wordt de vraag gesteld waar deze "mysterieuze" teksten vandaan komen. De clip is geregisseerd door Behn Fannin.